# Haplopteris winitii
Haplopteris winitii är en kantbräkenväxtart som först beskrevs av Tag. och K. Iwats., och fick sitt nu gällande namn av S.Linds. Haplopteris winitii ingår i släktet Haplopteris och familjen Pteridaceae. Inga underarter finns listade.